# Movimiento Revolucionario Liberal

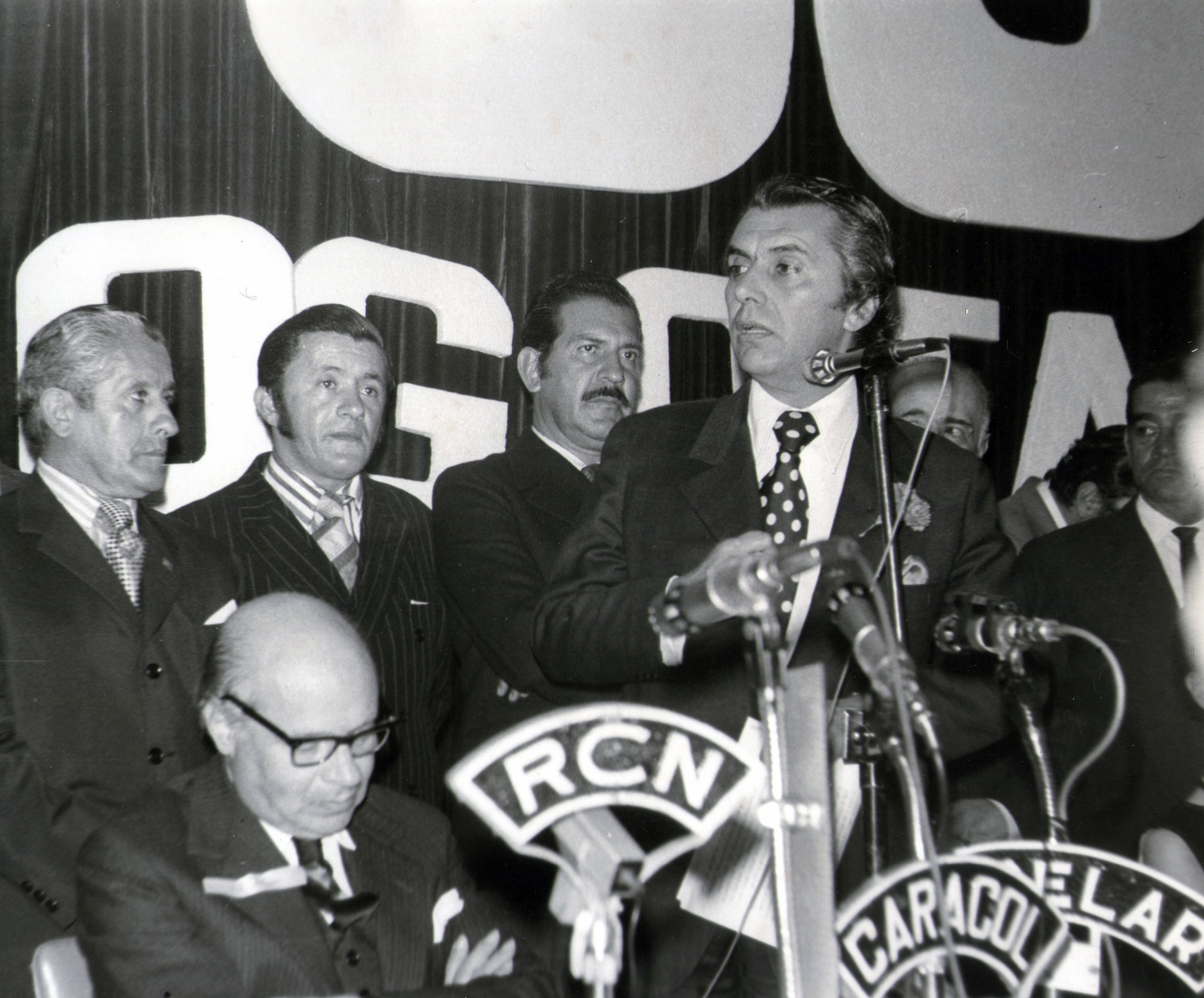
Álvaro Uribe Rueda y Alfonso Lopez Michelsen fundadores del MRL que marco la política Colombiana en el siglo XX.

El Movimiento Revolucionario Liberal, abreviado MRL, fue un movimiento político colombiano, disidente del tradicional Partido Liberal Colombiano, y de oposición al Frente Nacional entre 1959 y 1967. 

## Historia
Fue fundado por Alfonso López Michelsen, quien sería más tarde presidente de Colombia, y Alvaro Uribe Rueda Vicepresidente quien también fuera presidenciable y perdiera las consultas internas contra López al ser de la línea fuerte del MRL. López y Uribe, denunciaban al Frente Nacional y pedían la alternación de los partidos además que la democracia fuera dominada por los partidos Liberal y Conservador, este obtuvo gran popularidad tras recoger a víctimas de La Violencia partidista, entre otros.
Los éxitos alcanzados en las elecciones de 1960 y 1962, en las que colocó 33 representantes y 12 senadores respectivamente , dejaban al descubierto la crisis del planteamiento del Frente Nacional. Los primeros años fueron exitosos, ya para las elecciones de 1964 se presentaron divididos; una facción oficialista que más tarde retornaría al Partido Liberal, y otra abstencionista, más proclive a la izquierda y bajo la influencia de la Revolución Cubana, esta división acompañada de una crisis interna del Movimiento eran inminentes.
En febrero de 1960, fueron creadas las Juventudes del Movimiento Revolucionario Liberal (JMRL), disueltas en 1965.
A lo largo de sus años de resistencia, López logró coaliciones con grupos de izquierda y demostró simpatía por la Revolución Cubana. El MRL se basaba en una política llamada el TTP (Techo, Tierra y Pan). 
El movimiento empieza a decaer en 1966 y la facción oficialista concertó una alianza con el Partido Liberal y más tarde su unión definitiva.
Tras esta unión en 1967 y con el nombramiento de López Michelsen a la Gobernación del Cesar el MRL fue disuelto. 
La Facción abstencionista se unió al Ejército de Liberación Nacional (ELN).